# Năsal (caș)

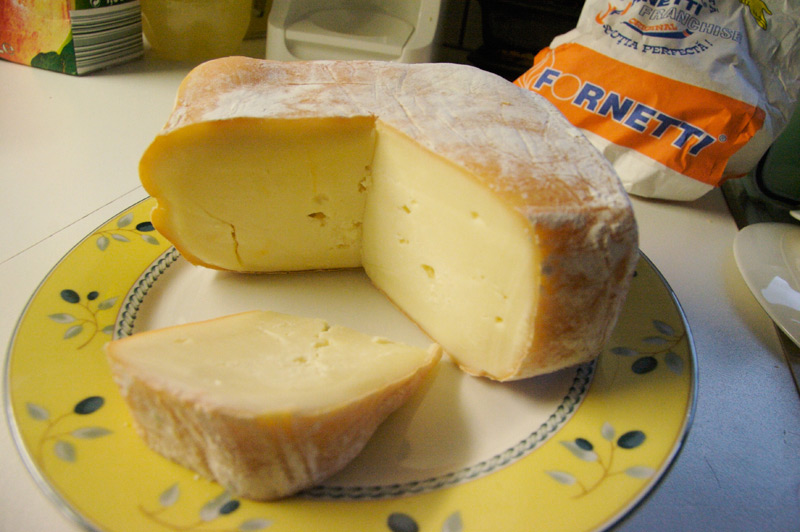
Caș Năsal

Năsal este un caș aparte originar din regiunea Clujului. Își trage numele de la satul în care a fost produs prima dată. Este un caș cu textura moale, făcut din lapte de vacă (mat. gr. 45%, sare max. 3%), cu un gust aromatizat și picant, precum și cu un miros foarte puternic și specific. Merge foarte bine ca aperitiv sau ca desert, cu legume, fructe, și diverse alcooluri (vin, șampanie, coniac, whisky). Este produs exclusiv de Napolact, și e un produs unic în lume datorită proprietăților de fermentație specifice grotei naturale de la Țaga, unde este depozitat pentru afinare. 

## Istorie

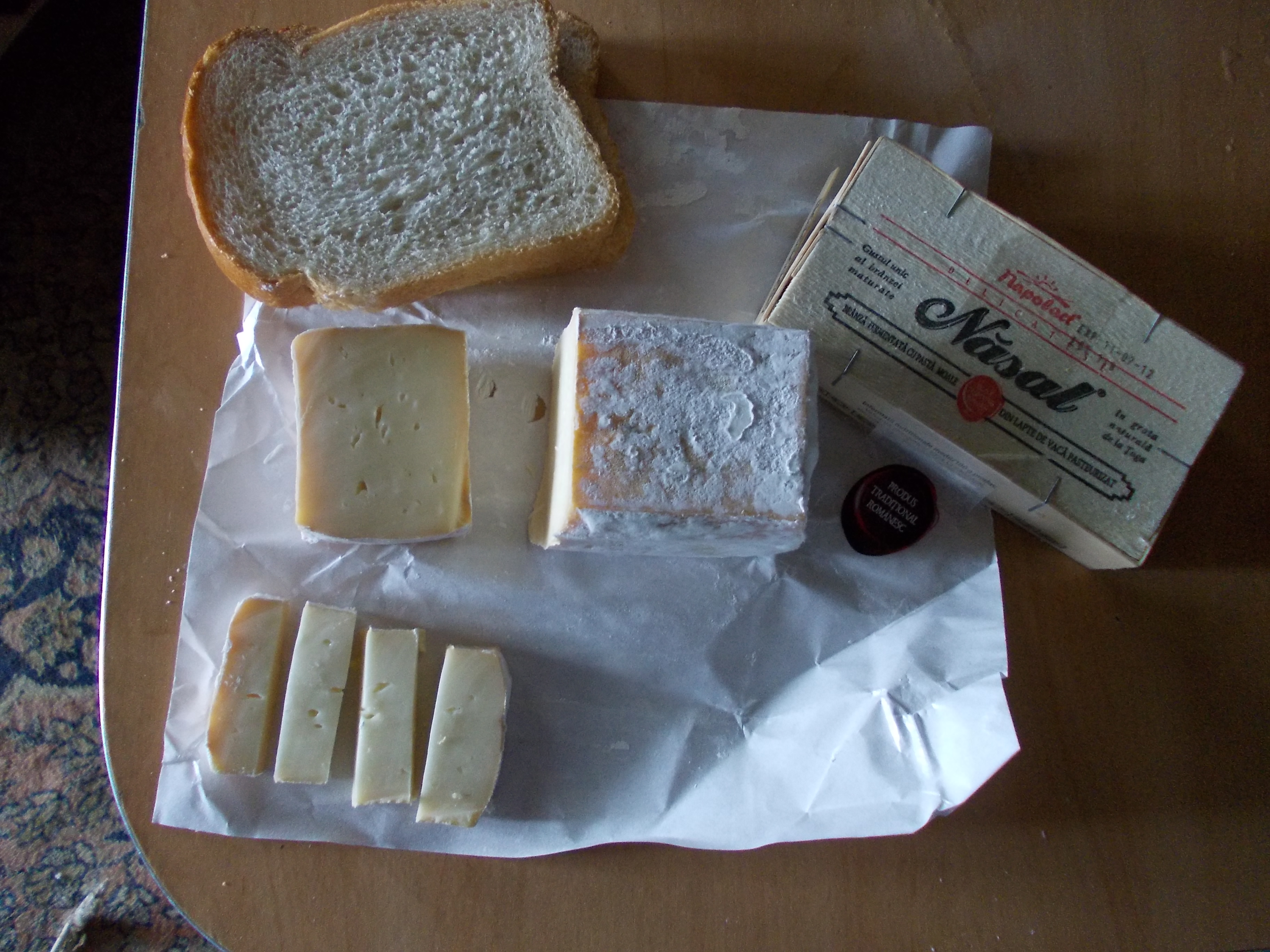
Caș năsal

Grota nu avea decât 20 metri lungime iar gura peșterii este îngustă încât nu poate intra decât un singur om. Solul e mereu umed. În 1954 începu producția industrială, la intrarea în peșteră. În 1971, s-a mărit peștera, solul a fost betonat, s-a introdus curent electric. Temperatura în grotă este constantă tot anul: 14 grade Celsius. Deși în prezent grota e cu mult mai mare decât înainte, bacteria responsabilă de fermentarea cașului nu trăiește decât într-o anumită zonă a peșterii, zonă care nu poate fi extinsă. În plus, bacteria se pune în mod natural pe caș, fără a fi nevoie să fie adăugată prin intervenția omului, așa cum se procedează de obicei în cazul brânzeturilor mucegăite. S-a încercat reproducerea bacteriei și a condițiilor din peșteră în laborator, dar fără succes, ceea ce face din Năsal un caș unic în lume. Din această cauză, producția anuală este foarte limitată, iar cererea locală este redusă. Din nefericire, din cauza unei piețe nefavorabile, producătorul Napolact a anunțat că va conserva fabrica din Țaga începând cu iunie 2013, având intenția de a relua activitatea în momentul în care contextul va fi favorabil. Sursă Arhivat în 4 martie 2014, la Wayback Machine.